# Lepisorus elegans
Lepisorus elegans là một loài thực vật có mạch trong họ Polypodiaceae. Loài này được Ching ex W.M. Chu miêu tả khoa học đầu tiên năm 1992.